# Нампула
Нампу́ла (порт. Nampula, МФА: [nɐ̃.ˈpu.ɫɐ]) — місто в Мозамбіку.

## Географія
Місто Нампула розташоване на півночі Мозамбіку і є адміністративним центром провінції Нампула. З чисельністю населення в 477.900 осіб (на 2007 рік) воно є третім за величиною містом країни — після столиці Мапуту і Бейри.

### Клімат
Місто знаходиться у зоні, котра характеризується кліматом тропічних саван. Найтепліший місяць — листопад із середньою температурою 27.2 °C (81 °F). Найхолодніший місяць — липень, із середньою температурою 20.6 °С (69 °F).
| Клімат Нампули          | Клімат Нампули | Клімат Нампули | Клімат Нампули | Клімат Нампули | Клімат Нампули | Клімат Нампули | Клімат Нампули | Клімат Нампули | Клімат Нампули | Клімат Нампули | Клімат Нампули | Клімат Нампули | Клімат Нампули |
| Показник                | Січ.           | Лют.           | Бер.           | Квіт.          | Трав.          | Черв.          | Лип.           | Серп.          | Вер.           | Жовт.          | Лист.          | Груд.          | Рік            |
| Абсолютний максимум, °C | 35             | 32             | 33             | 32             | 32             | 30             | 30             | 32             | 35             | 37             | 37             | 38             | 38             |
| Середній максимум, °C   | 28             | 28             | 28             | 27             | 26             | 24             | 23             | 25             | 28             | 30             | 31             | 29             | 27             |
| Середня температура, °C | 26             | 26             | 26             | 25             | 23             | 21             | 20             | 22             | 24             | 26             | 27             | 26             | 24             |
| Середній мінімум, °C    | 23             | 22             | 22             | 21             | 20             | 17             | 17             | 17             | 19             | 21             | 23             | 23             | 21             |
| Абсолютний мінімум, °C  | 17             | 16             | 17             | 17             | 13             | 12             | 12             | 10             | 13             | 15             | 16             | 14             | 10             |
| Норма опадів, мм        | 220            | 210            | 180            | 80             | 20             | 20             | 10             | 10             | 0              | 10             | 70             | 180            | 1080           |
| Днів з опадами          | 14             | 11             | 10             | 7              | 3              | 5              | 4              | 2              | 2              | 1              | 3              | 10             | 72             |
| Вологість повітря, %    | 80             | 80             | 80             | 80             | 75             | 75             | 70             | 70             | 60             | 60             | 60             | 70             | 71.7           |
| ----------------------- | -------------- | -------------- | -------------- | -------------- | -------------- | -------------- | -------------- | -------------- | -------------- | -------------- | -------------- | -------------- | -------------- |
| Джерело: Weatherbase    |                |                |                |                |                |                |                |                |                |                |                |                |                |

## Історія
Місто було засноване ще під час португальського правління в Мозамбіку і було адміністративним центром колонії Ньяса. Міський статус отримало в 1956 році. Міський центр забудований чудовими зразками португальської колоніальної архітектури XX століття, серед яких можна виділити католицький собор de Nossa Senhora da Conceição.
1996 року в місті був відкритий Мозамбіцький Католицький університет (UCM).

## Економіка і транспорт
Нампула є найбільшим господарським центром північного Мозамбіку, його промисловим і банківським серцем. Економічно промисловий регіон Нампула в першу чергу пов'язаний з вирощуванням і переробкою сільськогосподарської продукції — бавовнику, овочів, кукурудзи, арахісу і кави.
Через Нампулу проходить лінія залізниці Накала—Лішинга, що сполучає глибинні райони Африки з портами і узбережжями Індійського океану.

## Релігія
Центр Нампульської архідіоцезії Католицької церкви.

## Уродженці
- Паулу Фонсека — екс-тренер донецького «Шахтаря» та італійської Роми